# Jacob Hustaert
Jacob Hustaert est le 9e gouverneur du Ceylan néerlandais.